# Puchar Świata w narciarstwie alpejskim 2015/2016
Sezon 2015/2016 Pucharu Świata w narciarstwie alpejskim rozpoczął się 24 października 2015 tradycyjnie w austriackim Sölden. Ostatnie zawody z tego cyklu zostały rozegrane między 16 a 20 marca 2016 w szwajcarskim kurorcie Sankt Moritz. Łącznie zostało rozegranych 40 konkurencji dla kobiet i 44 konkurencji dla mężczyzn.
W dniach 4-7 lutego 2016 odbyła się próba przedolimpijska dla mężczyzn w południowokoreańskim Jeongseon.

## Puchar Świata w narciarstwie alpejskim kobiet
Wśród kobiet, pucharu świata z sezonu 2014/15 nie broniła Austriaczka Anna Fenninger. Więc w tym roku, dużą Kryształową Kulę wygrała Szwajcarka Lara Gut. 
W poszczególnych klasyfikacjach triumfowały:
- zjazd:  Lindsey Vonn
- slalom:  Frida Hansdotter
- gigant:  Eva-Maria Brem
- supergigant:  Lara Gut
- superkombinacja:  Wendy Holdener

## Puchar Świata w narciarstwie alpejskim mężczyzn
Wśród mężczyzn puchar świata z sezonu 2014/15 obronił Austriak Marcel Hirscher. 
W poszczególnych klasyfikacjach triumfowali:
- zjazd:  Peter Fill
- slalom: Henrik Kristofferson
- gigant:  Marcel Hirscher
- supergigant:  Aleksander Aamodt Kilde
- superkombinacja:  Alexis Pinturault

## Puchar Narodów (kobiety i mężczyźni)
| Miejsce | Państwo           | Punkty |
| ------- | ----------------- | ------ |
| 1.      | Austria           | 10505  |
| 2.      | Włochy            | 8685   |
| 3.      | Francja           | 7627   |
| 4.      | Szwajcaria        | 7135   |
| 5.      | Norwegia          | 5905   |
| 6.      | Stany Zjednoczone | 5231   |
| 7.      | Niemcy            | 3866   |
| 8.      | Szwecja           | 3485   |
| 9.      | Kanada            | 2081   |
| 10.     | Słowenia          | 1590   |
| 11.     | Słowacja          | 1141   |
| 12.     | Liechtenstein     | 996    |
| 13.     | Czechy            | 659    |
| 14.     | Rosja             | 373    |
| 15.     | Węgry             | 222    |
| 16.     | Finlandia         | 202    |
| 17.     | Chorwacja         | 195    |
| 18.     | Wielka Brytania   | 127    |
| 19.     | Japonia           | 75     |
| 20.     | Monako            | 11     |
| 21.     | Argentyna         | 8      |
| 21.     | Polska            | 8      |
| 23.     | Serbia            | 6      |
| 24.     | Łotwa             | 5      |